# Sho Kosugi
Sho Kosugi, geboren als Shōichi Kosugi (Japans:  小杉 正一, Kosugi Shōichi) (Minato (Tokio), 17 juni 1948) is een Japans acteur die voornamelijk in martialartsfilms te zien is. Hoewel hij met name in de jaren '80 regelmatig rollen had als ninja, is hij in feite een karateka die ook getraind is in judo, kendo en kobudo. Hij vormde als gevechtskunstenaar de tegenstander van onder andere Franco Nero (Enter the Ninja), Jean-Claude Van Damme (Black Eagle) en Rutger Hauer (Blind Fury).
Ook was hij te zien in de serie “The Master” in de jaren 80 waarin hij de tegenstander was van Lee van Cleef “The Master”
Kosugi verhuisde op zijn negentiende naar de Verenigde Staten, waar hij Engels leerde spreken en hij zijn Chinese echtgenote Shook leerde kennen. Samen met haar kreeg hij zoons Kane en Shane en dochter Ayeesha. In Amerika bleef hij oorspronkelijk doorgaan met het trainen in diverse vechtsporten en deelnemen aan tientallen toernooien, maar rolde hij ook de filmwereld in. Kosugi begon zelf in Hollywood het Sho Kosugi Institute, een acteerschool gespecialiseerd in het opleiden voor martialartsfilms.
In Kosugis films Nine Deaths of the Ninja, Pray for Death en Black Eagle zijn ook zijn beide zoons te zien, terwijl Kane daarnaast ook in Kabuto samen met zijn vader speelde. Kane is los van zijn vader ook te zien in onder meer Gojira: Fainaru uōzu (als Katsunori Kazama) en DOA: Dead or Alive (als Ryu Hayabusa).

## Filmografie
*Exclusief televisiefilms
| - Ninja Assassin (2009) - Kyokutô kuroshakai (1993, alias Drug Connection) - Kabuto (1991, alias Journey of Honor) - Blind Fury (1989) - Black Eagle (1988) - Aloha Summer (1988) - Rage of Honor (1987) - Pray for Death (1985) - Nine Deaths of the Ninja (1985) | - Ninja III: The Domination (1984) - Revenge of the Ninja (1983) - Enter the Ninja (1981) - Kingfisher the Killer (1981) - The Bad News Bears Go to Japan (1978) - America bangmungaeg (1976, alias Bruce Lee Fights Back from the Grave) - The Godfather Part II (1974) - Lang dui lang (1973, alias Flash Challenger) |

- Biblioteca Nacional de España: XX1543468
- Bibliothèque nationale de France: cb140411300 (data)
- CiNii: DA12838776
- International Standard Name Identifier: 0000 0001 1948 3792
- Library of Congress Control Number: no98100321
- Bibliotheek van het Japanse parlement: 00469792
- SNAC: w6640k4w
- Virtual International Authority File: 34658413
- WorldCat: E39PBJbH3GPcmKFPVwcC4rCJDq